# 長江もみ
もみバルーン（1974年6月18日 - ）は、日本の女性お笑い芸人。本名：長江 智美（ながえ ともみ）。富山県富山市出身。所属事務所は松竹芸能。かつてはプロダクション人力舎・浅井企画に所属していた。

## 来歴
スクールJCA7期生。活動当初はプロダクション人力舎に所属し、同期生だったさちまる。らと「チャイニング」という女性カルテットで活動していた。
その後浅井企画に移籍。かつては浅井企画の芸能人女子フットサルチーム「ASAI RED ROSE」に所属し、背番号は「2」だった。2007年11月以降は浅井企画での活動を休止（事務所談）、フットサルチームもほぼ同時期に退団（なお、背番号「2」はその後畠山智妃が着用していた。）。なお、浅井企画公式サイトの別のプロフィールページでは、身長159cm、体重 55kg B86・W66・H95とされていた。
浅井企画を退社した後はフリーで活動していたが、2008年7月から松竹芸能の所属となり、以降は松竹芸能主催のお笑いライブなどで活動。また、2010年のR-1ぐらんぷりでは、準決勝まで進出。
2019年現在は富山県に在住しており、仕事のたびに上京している。
2023年2月2日、芸名を「バルーンもみ」に改名。その後、程なくして「もみバルーン」に改名した。

## 芸風・人物
- ステージでは眼鏡をかけていることが多く、特徴的な語り口や時々振りを付けるなどして、出身地・富山の“あるある”ネタやアピール的なネタ、時に自虐的なことや変だと思ったことなどのネタを挙げて話すことが主となっている。この時に着ている『富山』の文字が入るなどしているトレーナーは、長江本人の手作りのものであるという[3]。
- この他、ささらを両手で持って色々なヒット曲に乗せてダンスをするという芸がある。
- 2007年のM-1グランプリに、スクールJCA時代に1期先輩であったピン芸人しゃこと「フォアグラ寿司」というコンビで出場した。フォアグラ寿司としての活動はASAI RED ROSEのブログに「9月21日にトークショーやります」という形で公にしていた。その後も2007年12月、2008年2月にオフィス7主催のお笑いライブ『女だらけの無法地帯』の出演など、フォアグラ寿司としての定期的活動を行った。現在はこのコンビでの活動は休止している模様である。
- 同じくめくり芸で出身地をネタにした漫談などを行っている、大村小町（秋田県出身）と2人の主催によるトークライブ『故郷は遠くトーク』を、2009年10月16日から行っていた[4]。
- たぬきごはんの持ちネタであるキャラ漫才（ほりゆうこが「西園寺綾雨」、宍倉孝雄が執事にそれぞれ扮し演じている）「西園寺家」に2019年から「ばあや」として参加、同年女芸人No.1決定戦 THE Wには、綾雨とばあやのコンビ「西園寺家の物語」で出場した[5][6]。なおこの他にも、同じ事務所所属のせつことのコンビ「最上川」を組んで2019年のM-1グランプリ及び女芸人No.1決定戦 THE Wに出場した[4]。
- 富山県の地方紙・北日本新聞の1面で、その活動振りなどが紹介されたことがある。

## 出演

### テレビ
- 歌うボキャブラ天国（フジテレビ、チャイニング時代）
- めちゃ×2イケてるッ!（フジテレビ） - 「ここがヘンだよ女芸人」（2002年）
- あらびき団（TBS）
- エンタの神様（日本テレビ、2008年6月14日初出演） - キャッチコピーは「ほんわか系の富山味」
- テレ遊びパフォー!（NHK）
- お笑い図鑑 ハマヌキ（テレビ神奈川）
- ショーバト!（日本テレビ）- いずれもささらを持ち鳴らして歌を披露。2010年4月13日は「恋愛レボリューション21」（モーニング娘。）、同年5月11日は「UFO」（ピンク・レディー）を歌う。
- 爆笑レッドカーペット（フジテレビ、2010年6月13日初出演） - キャッチコピーは「富山ケンミンSHOW」
  - 新春レッドカーペット（フジテレビ）- 2013年1月1日
  - 初詣!爆笑ヒットパレード（フジテレビ）- 2014年1月1日、「濱口コントサークル」のメンバーとして出演。
- 新世紀ネタキング決定戦（TOKYO MX）
- 土曜はドキドキ（北陸朝日放送）
- お願い!ランキング（テレビ朝日）
- ラブぽけ（北日本放送テレビ）
- マバタキー（フジテレビ）- 2012年12月31日
- 輝け!ギャラ3000円芸人（BSスカパー）
- シューイチ（日本テレビ）- 2013年5月26日
- 女神のマルシェ（日本テレビ）- 2013年7月26日
- PON!（日本テレビ）- 2013年5月17日「どんより どんびき 天カメ一武道会」、2013年10月14日「第4回PON！-1グランプリ ～秋の女芸人SP～」
- お願い!ランキング（テレビ朝日）- 2014年4月24日
- ZIP!（日本テレビ）- 2013年11月29日、2014年1月8日
- ビートたけし独立してマージン分ギャラ下げるからあと2回ヤラせてTV（TBS） - 2018年12月26日

### ラジオ
- 志の輔&もみの師匠!コレ知ってます?（北日本放送ラジオ他全国12局、毎週日曜 12:30 - 13:00）（2014年1月 - 2018年3月） - パーソナリティ
- でるラジ - 中継担当（北日本放送ラジオ、2018年4月 - ）